# Batalla de Vilcapugio
La batalla de Vilcapugio fue una contienda librada durante la guerra de independencia de la Argentina y de Bolivia, en la segunda expedición auxiliadora al Alto Perú, en la que las tropas rioplatenses al mando del general Manuel Belgrano fueron derrotadas por las tropas realistas comandadas por el general Joaquín de la Pezuela, el 1 de octubre de 1813.

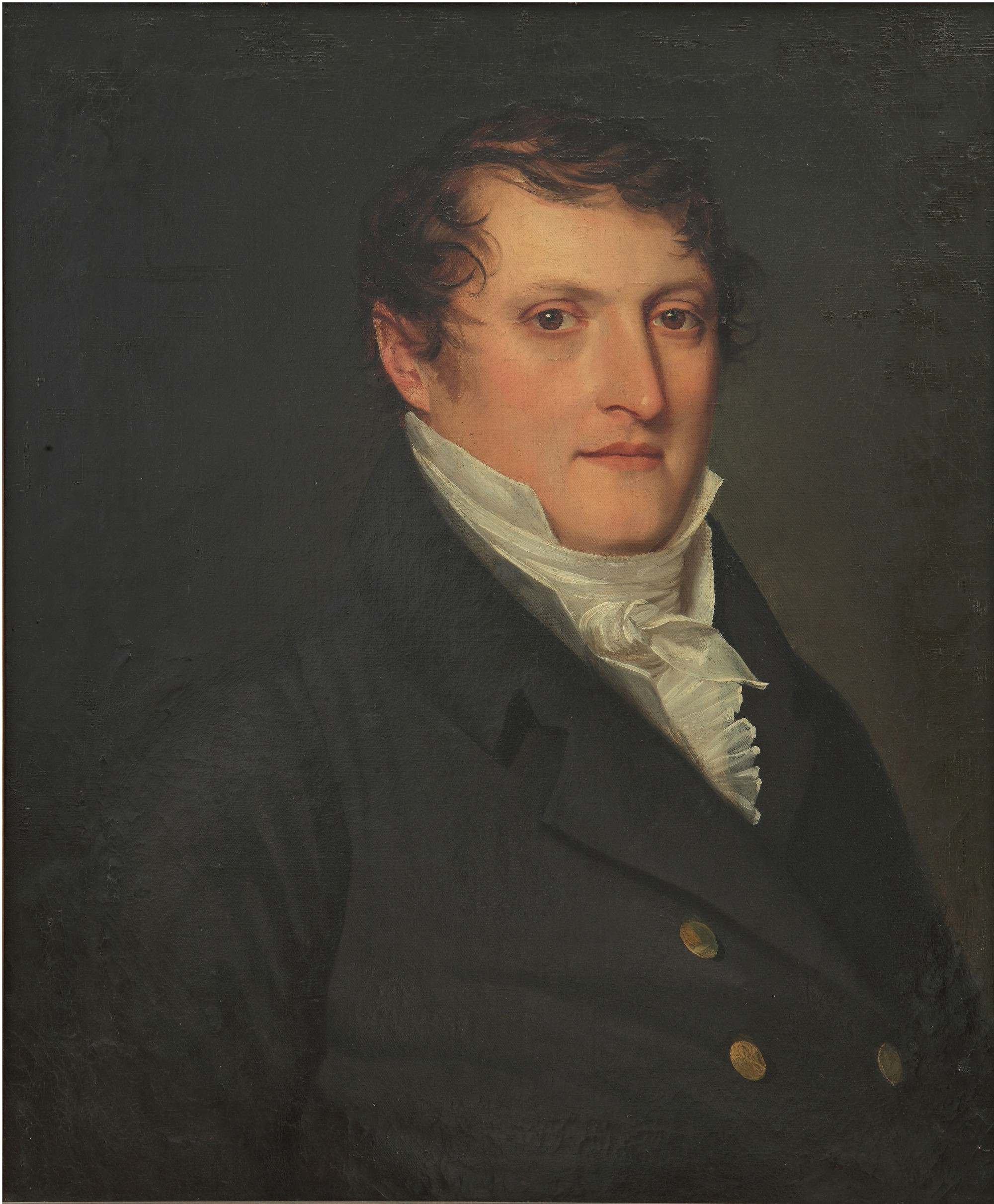
Retrato de Manuel Belgrano (1770-1820).

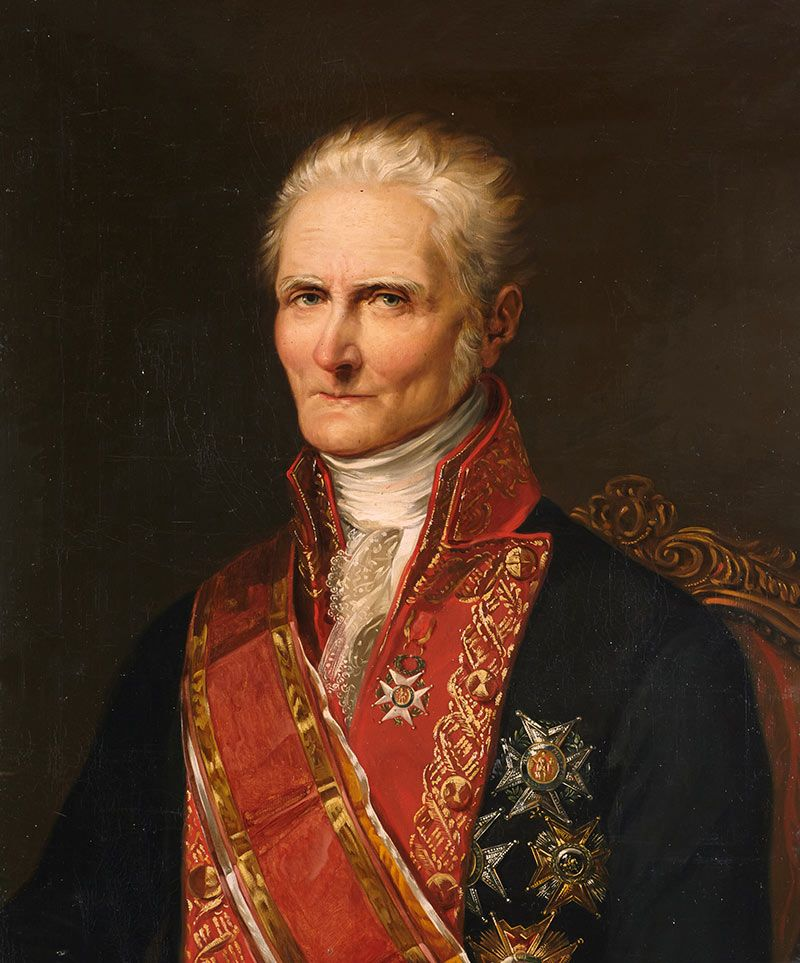
Retrato de Joaquín de la Pezuela (1761-1830).

Luego de los dos triunfos del Ejército Auxiliar del Río de la Plata en las batallas de Tucumán y Salta, el gobierno de Buenos Aires instó al general Manuel Belgrano a continuar con la campaña en el Alto Perú. Belgrano, por entonces ya enfermo de paludismo, y con dificultades para abastecer el ejército a su mando con muchos reclutas nuevos y deficiente artillería ―pues escaseaban las mulas― acató sin embargo la orden desde su establecimiento en Jujuy.
El ejército armado por Belgrano contaba con el coronel Baltasar Cárdenas, que tenía a su mando a 2000 indios mal organizados y armados[cita requerida], y a las fuerzas de la ciudad de Cochabamba, bajo las órdenes del coronel Cornelio Zelaya. Ambos tuvieron órdenes de sublevar las poblaciones indígenas situadas a espaldas de los realistas. Belgrano, a su vez, sabedor de que el ejército realista no tenía casi mulas para mover su artillería y provisiones, planeaba atacar por el frente, intentando realizar el clásico movimiento de pinzas, con la seguridad de que el general De la Pezuela no se atrevería a jugarse en una batalla el destino de la campaña.
A fines de septiembre de 1813, el grueso del ejército comandado por Belgrano arribó a la pampa de Vilcapugio, que es una meseta circundada por montañas de altas cumbres, unos 130 km al noroeste de la ciudad de Potosí. En la aldea de Condocondo, ubicada a orillas del lago Poopó (a unos 40 km al suroeste de Vilcapugio) estaban establecidas las tropas realistas al mando del propio general Joaquín de la Pezuela y de su comandante, el salteño Saturnino Castro. Este logró cerrar el paso a las tropas de Cárdenas, cortando así las comunicaciones entre el campamento de Belgrano y las tropas del gobierno de Buenos Aires en Cochabamba. Entre los papeles de Cárdenas, Castro logró secuestrar las instrucciones secretas de Belgrano.
El general Joaquín de la Pezuela, que se encontraba en una estricta defensiva debido a la desmoralización[cita requerida] de su ejército realista, gracias a los documentos caídos en su poder, se enteró de los planes de Belgrano. Gracias a ello planeó dos posibles opciones militares. Una primera posibilidad era resistir en sus posiciones los esperados ataques de Belgrano y Zelaya, plan que con seguridad a la larga le traería la derrota. Contra todo lo esperado, tomó una segunda opción, y avanzó por las montañas, presentando batalla en Vilcapugio el 1 de octubre.
La lucha tomó por sorpresa a las tropas rioplatenses. Aun así, las secciones veteranas del Ejército Auxiliar contuvieron e hicieron retroceder el ala izquierda y centro realista, hasta el punto que el mismo Joaquín de la Pezuela reconocería en sus partes al Virrey del Perú que daba por perdida la batalla, pero su propia ala derecha se mantenía en el campo de acción, y derrotaba a la sección izquierda argentina. Si el Ejército Auxiliar hubiera continuado la persecución de las deshechas tropas virreinales, o atacado la sección del este, que se encontraba en el campo de batalla, la victoria hubiera sido segura.
Pero un toque de reunión, más la llegada de un escuadrón de caballería realista al mando del coronel Saturnino Castro, confundió a los argentinos, quienes se desbandaron. El ejército realista se reorganizó, se adueñó de toda la artillería ―incluido su comandante, José Bernaldes Polledo― con la que continuó cañoneando la posición de las pocas tropas de Belgrano que continuaban en el campo de batalla, las cuales debieron procurar salvarse de una completa destrucción. Ante la situación y la sorpresa de Belgrano, el mismo general subió a un morro asido de la bandera y llamó a reunión de su tropa. Únicamente acudieron trescientos. Entre ellos, el mayor general Eustoquio Díaz Vélez, Gregorio Perdriel y Lorenzo Lugones. Por la noche Belgrano pudo evadir a los realistas y emprender la retirada.
Acordó con Díaz Vélez que fuese este quien tomara la ruta hacia Potosí y reuniera a los otros hombres dispersos.
El resultado de la batalla fue más de 1500 bajas, más de 400 fusiles perdidos y casi todo el parque de artillería.
Con posterioridad, Díaz Vélez se posicionó en Potosí a la cabeza de un cuerpo de tropas, gran parte de las dispersas luego de Vilcapugio. Belgrano, con el resto del ejército, se ubicó sobre el flanco izquierdo del enemigo. Las tropas se reorganizaban para proseguir la Campaña del Alto Perú, según las órdenes del gobierno de Buenos Aires.
A pesar de que se puede pensar que una fatalidad ―la caída de los papeles privados de Cárdenas en manos de Castro― trastocó el plan argentino, no es menos cierto que Belgrano confió demasiado en la supuesta falta de movilidad de su oponente. La ubicación de su campamento tan cerca del de los realistas con demasiada anticipación al resto de sus aliados resultó un error gravísimo, ya que les dio a los virreinales la oportunidad de realizar el ataque por sorpresa. Más aún, sabiendo que tres días más le hubieran asegurado rodear el campamento realista con la totalidad de sus fuerzas.